# Rabouň
Rabouň je malá vesnice, část města Luže v okrese Chrudim. Nachází se asi 3,5 kilometru jihovýchodně od Luže. Rabouň leží v katastrálním území Doly o výměře 5,99 km².

## Pamětihodnosti
- Rovinné opevněné sídliště